# Campeonato Mundial de Ginástica Artística de 2006 - Resultados femininos
Os resultados femininos no Campeonato Mundial de Ginástica Artística de 2006 somaram dezoito medalhas nas seis provas disputadas. Em nenhuma ocorreu empate.

## Resultados

### Equipes
Finais
| Pos.              | País      | Ginastas                                                                                                 | Pts     |
| ----------------- | --------- | --- | ------- |
| Medalha de ouro   | China     | Zhou Zhuoru, Zhang Nan, Cheng Fei, Pang Panpan, He Ning, Li Ya                                           | 182,200 |
| Medalha de prata  | E. Unidos | Jana Bieger, Chellsie Memmel, Alicia Sacramone, Anastasia Liukin, Natasha Kelley, Ashley Priess          | 181,350 |
| Medalha de bronze | Rússia    | Svetlana Klyukina, Kristina Pravdina, Polina Miller, Elena Zamolodchikova, Anna Pavlova, Anna Grudko     | 177,325 |
| 4                 | Roménia   | Cristina Elena Chiric, Steliana Nistor, Sandra Izbasa, Daniela Druncea, Florica Leonida, Loredana Sucar  | 175,450 |
| 5                 | Ucrânia   | Maryna Proskurina, Dariya Zgoba, Iryna Krasnianska, Alina Kozich, Maryna Kostiuchenko, Olga Shcherbatykh | 174,250 |
| 6                 | Austrália | Daria Joura, Hollie Dykes, Karen Nguyen, Melody Hernandez, Olivia Vivian, Georgia Bonora                 | 173,225 |
| 7                 | Brasil    | Daniele Hypolito, Lais Souza, Daiane dos Santos, Bruna da Costa, J. Chaves Santos, Camila Comin          | 172,975 |
| 8                 | Espanha   | Thais Escolar, Lenika de Simone, Patricia Moreno, Laura Campos, Melodie Pulgarin, Tania Gener            | 170,475 |

Fase de classificação
Finais
| Pos. | País         | Ginastas | Pts     |
| ---- | ------------ | --- | ------- |
| 9    | Itália       | Vanessa Ferrari, Carlotta Giovannini, Lorena Cozar, Monica Bergamelli, Federica Macri, Sara Bradaschia                | 229,425 |
| 10   | França       | Isabelle Severino, Kathleen Lindor, Lindsay Lindor, Erika Morel, Julie Martinez, Jenny Kohler                         | 227,950 |
| 11   | R. Unido     | Elizabeth Tweddle, Emma White, Aisling Williams, Olivia Bryl, Lynette Lisle, Leigh Rogers                             | 226,575 |
| 12   | Japão        | Mayu Kuroda, Ayaka Sahara, Kyoko Oshima, Manami Ishizaka, Miki Uemura, Erika Mizoguchi                                | 226,075 |
| 13   | C. do Norte  | Hong Su Jong, Hong Un Jong, Pyon Kwang Sun, Kim Myong Bok, Cha Yong Hwa, Kim Un Hyang                                 | 223,575 |
| 14   | Canadá       | Elyse Hopfner-Hibbs, Alyssa Brown, Marci Bernholtz, Crystal Gilmore, Rebecca Simbudhas, Britnee Habbib                | 223,575 |
| 15   | P. Baixos    | Verona van de Leur, Loes Linders, Berber van der Berg, Hanneke Hoefnagel, Danila Koster, Lichelle Wong                | 222,225 |
| 16   | Alemanha     | Oksana Chusovitina, Daria Bijak, Kim Bui, Heike Gunne, Svenja Hickel, Theresa Sporer                                  | 222,125 |
| 17   | Suíça        | Ariella Kaeslin, Danielle Englert, Carina Feurst, Sabina Flueckiger, Melanie Marti, Linda Staempfli                   | 220,075 |
| 18   | México       | Elsa Garcia, Maricela Cantu, Yeny Ibarra, Maricela Arizmendi, Erika Garcia                                            | 216,725 |
| 19   | Grécia       | Stefani Bismpikou, Evgenia Zafeiraki, Vasiliki Millousi, Viktoria Tsakalidou, Paschalina Mitrakou, V. Georgakopolou   | 216,725 |
| 20   | Rep. Tcheca  | Jana Sikulova, Jana Komrskova, Nicole Pechancova, Martina Strnadova, Adela Pavoukova, Veronika Ozanova                | 216,475 |
| 21   | Polónia      | Marta Pihan, Joanna Skowronska, Paula Plichta, Joanna Litweka, Paula Koza, Anna Turczynska                            | 213,175 |
| 22   | Bulgária     | Viktoria Karpenko, Nikolina Tankoucheva, Silvia Georgieva, Veneta Hristova, Mariana Stankova, Gergana Ivanova         | 212,225 |
| 23   | Coreia do S. | Yeo Su Jung, Kim Hyo-Bin, Yu Han Sol, Bae Mul-Eum, Kang Ji Na, Han Eun Bi                                             | 211,950 |
| 24   | Bielorrússia | Viktoria Makshtarova, Natassia Marachouskaya, Volha Shakots, Aksana Novikava, Liudmila Dmitransita, Alina Sycheuskaya | 208,450 |
| 25   | Argentina    | Aylen Gonzales, Sol Poliandri, Nadir Domeneghini, Agostina Fratantueno, Eugenia Ficosecco, Tatiana Potochnik          | 206,625 |
| 26   | Finlândia    | Annamari Maaranen, Fanni Helminnen, Dora Sarpaneva, Annika Urvikko, Siiri Lehtio, Kiira Kokko                         | 204,700 |
| 27   | Venezuela    | Fanny Briceno, Yarimar Medina, Genesis Monsalve, Maciel Pena, Ivet Rojas                                              | 200,375 |
| 28   | Noruega      | Charlotte Buer, Caroline Dolen, Julie Hansson, Kathrine Hansson, Sandra Ostad                                         | 200,225 |
| 29   | Suécia       | Veronica Wagner, Josefine Backe, Malin Hvetlander, Emma Lindevall, Maria Majtorp, Stephanie Pizzignacco               | 196,775 |
| 30   | Chile        | Carolina Alarcon, Melanie Carbrera, Martin Castro, Simona Castro, Macarena Pinto                                      | 196,725 |
| 31   | Porto Rico   | Leysha Lopez, Yashira Lopez, Bernice Martinez, Gabriela Sanguineti, Karlyann Santiago                                 | 187,950 |
| 32   | Dinamarca    | Mette Hulgaard, Marie Jæger, Michelle Lauritsen, Miriam Offersgaard, Ditte Valsgaard                                  | 185,900 |
| 33   | Islândia     | Inga Rós Gunnarsdóttir, Hera Jóhannesdóttir, Margrét Hulda Karlsdóttir, Sif Pálsdóttir                                | 172,900 |

### Individual geral
Finais
| Pos.              | País            | Ginastas            | Pontos |
| ----------------- | --------------- | ------------------- | ------ |
| Medalha de ouro   | Itália          | Vanessa Ferrari     | 61,025 |
| Medalha de prata  | Estados Unidos  | Jana Bieger         | 60,750 |
| Medalha de bronze | Roménia         | Sandra Izbasa       | 60,250 |
| 4                 | Roménia         | Steliana Nistor     | 59,950 |
| 5                 | Austrália       | Daria Joura         | 59,875 |
| 6                 | China           | Pang Panpan         | 59,875 |
| 7                 | Austrália       | Hollie Dykes        | 59,500 |
| 8                 | Reino Unido     | Elizabeth Tweddle   | 59,450 |
| 9                 | Alemanha        | Oksana Chusovitina  | 58,950 |
| 10                | Estados Unidos  | Ashley Priess       | 58,800 |
| 11                | França          | Isabelle Severino   | 58,625 |
| 12                | China           | Zhou Zhuoru         | 58,575 |
| 13                | Ucrânia         | Alina Kozich        | 58,200 |
| 14                | Espanha         | Laura Campos        | 58,100 |
| 15                | Japão           | Mayu Kuroda         | 57,975 |
| 16                | Canadá          | Elyse Hopfner-Hibbs | 57,700 |
| 17                | Espanha         | Lenika de Simone    | 57,700 |
| 18                | Suíça           | Ariella Kaeslin     | 57,675 |
| 19                | Rússia          | Anna Pavlova        | 57,625 |
| 20                | França          | Katheleen Lindor    | 57,600 |
| 21                | Brasil          | Daniele Hypolito    | 57,175 |
| 22                | Ucrânia         | Dariya Zgoba        | 56,925 |
| 23                | Coreia do Norte | Hong Su Jong        | 56,075 |
| 24                | Rússia          | Kristina Pravdina   | 55,525 |

| Pos.              | País            | Ginasta              | Pts    |
| ----------------- | --------------- | -------------------- | ------ |
| Medalha de ouro   | China           | Cheng Fei            | 15,712 |
| Medalha de prata  | Estados Unidos  | Alicia Sacramone     | 15,325 |
| Medalha de bronze | Alemanha        | Oksana Chusovitina   | 15,100 |
| 4                 | Brasil          | Lais Souza           | 14,987 |
| 5                 | Rússia          | Anna Pavlova         | 14,975 |
| 6                 | Rússia          | Elena Zamolodchikova | 14,962 |
| 7                 | Coreia do Norte | Hong Su Jong         | 14,540 |
| 8                 | Roménia         | Sandra Izbasa        | 14,562 |

| Pos.              | País           | Ginasta           | Pts    |
| ----------------- | -------------- | ----------------- | ------ |
| Medalha de ouro   | Reino Unido    | Elizabeth Tweddle | 16,200 |
| Medalha de prata  | Estados Unidos | Anastasia Liukin  | 16,050 |
| Medalha de bronze | Itália         | Vanessa Ferrari   | 15,775 |
| 4                 | Japão          | Mayu Kuroda       | 15,400 |
| 5                 | Estados Unidos | Jana Bieger       | 14,550 |
| 6                 | Austrália      | Daria Joura       | 14,375 |
| 7                 | Roménia        | Steliana Nistor   | 13,975 |
| 8                 | Ucrânia        | Iryna Krasnianska | 13,475 |

| Pos.              | País    | Ginasta             | Pts    |
| ----------------- | ------- | ------------------- | ------ |
| Medalha de ouro   | Ucrânia | Iryna Krasnianska   | 15,575 |
| Medalha de prata  | Roménia | Sandra Izbasa       | 15,500 |
| Medalha de bronze | Canadá  | Elyse Hopfner-Hibbs | 15,475 |
| 4                 | China   | Zhang Nan           | 15,275 |
| 4                 | Rússia  | Anna Pavlova        | 15,275 |
| 6                 | Itália  | Vanessa Ferrari     | 14,675 |
| 7                 | Roménia | Steliana Nistor     | 14,575 |
| 8                 | Ucrânia | Olga Shcherbatykh   | 14,325 |

| Pos.              | País           | Ginasta           | Pts    |
| ----------------- | -------------- | ----------------- | ------ |
| Medalha de ouro   | China          | Cheng Fei         | 15,875 |
| Medalha de prata  | Estados Unidos | Jana Bieger       | 15,550 |
| Medalha de bronze | Itália         | Vanessa Ferrari   | 15,450 |
| 4                 | Brasil         | Daiane dos Santos | 15,425 |
| 4                 | Reino Unido    | Elizabeth Tweddle | 15,425 |
| 6                 | Roménia        | Sandra Izbasa     | 15,375 |
| 7                 | Estados Unidos | Natasha Kelley    | 15,300 |
| 8                 | Brasil         | Lais Souza        | 14,750 |